# نریمان قربانوف
نریمان قربانوف (انگلیسی: Nariman Kurbanov؛ زادهٔ ۶ دسامبر ۱۹۹۷) ژیمناست هنری اهل قزاقستان است.